# 鶴川駅
鶴川駅（つるかわえき）は、東京都町田市能ヶ谷一丁目にある、小田急電鉄小田原線の駅である。駅番号はOH 25。副駅名は「和光大学 最寄駅」。

## 歴史

### 年表
- 1927年（昭和2年）4月1日：開設。「直通」の停車駅となる。各停は、新宿駅 - 稲田登戸駅（現・向ヶ丘遊園駅）間のみであり、当駅までの運行はなかった。
- 1937年（昭和12年）9月1日：小田原駅方面行「直通」に限り、停車開始（片瀬江ノ島駅行「直通」は通過）。
- 1945年（昭和20年）6月：新宿駅 - 稲田登戸駅間のみ運行の各停が全線で運行されることとなり、停車駅となる。同時に「直通」は廃止される。
- 1946年（昭和21年）10月1日：準急新設、停車駅となる。
- 1948年（昭和23年）9月：桜準急新設、停車駅となる。
- 1960年（昭和35年）3月25日：通勤準急新設、停車駅となる。
- 1964年（昭和39年）11月5日：快速準急新設、休日のみ停車開始（こどもの国来訪客向けの臨時停車である）。
- 1977年（昭和52年）11月21日：3番ホーム（待避線）使用開始。
- 1990年（平成2年）10月1日：駅南側臨時改札口（現・南口改札）が平日朝ラッシュ時限定で使用開始[1]。
- 2002年（平成14年）3月23日：駅構内エレベーター使用開始[2]。
- 2004年（平成16年）12月11日：区間準急新設、停車駅となる[3]。
- 2014年（平成26年）1月：OH 25の駅ナンバリング導入、使用開始[4]。
- 2018年（平成30年）3月17日：ダイヤ改正に伴い、通勤準急新設、停車駅となる[5]。
- 2021年（令和3年）10月26日：副駅名「和光大学 最寄駅」設定。

かつて相武電気鉄道乗入と、城山線が当駅より分岐する構想があったが、どちらも実現しなかった。

### 駅名の由来
町田市と1958年に合併した鶴川村に設置されたことから、「鶴川」と命名。

## 駅構造
島式ホーム1面2線と単式ホーム1面1線、計2面3線を有する地上駅。上り線のみ待避設備を備える。この待避線は、千代田線との相互直通運転開始に伴う、準急列車10両化によるものであり、隣の柿生駅に設置されていた待避線が8両分のホーム有効長であり改良も困難であることから、待避設備が設置されたものである。後に、柿生駅の待避線は撤去された。朝ラッシュ時には、当駅で快速急行を待避する通勤準急・各駅停車が多く設定されている。
駅舎は線路北側にあり、跨線橋を経由してホームに出る。跨線橋にはエレベーターが設置されているが、エスカレーターは設置されていない。
下りホーム西端には係員無配置の南口改札口があり、自動券売機・自動精算機・自動改札機が設置されている。
空調完備の待合室は各ホーム、トイレは北口改札脇に設置されている。以前は上りホームに「Odakyu SHOP」と言う売店が存在したが、2018年（平成30年）10月限りで閉店した。跡地には自動販売機が新設されたが、2024年（令和6年）6月より駅改良工事の作業スペース確保のため、上りホーム待合室とともに撤去された。
町田市では「東の玄関口」である当駅の利便性向上などを目的に駅舎改築を計画しており、整備後は南北自由通路を備えた橋上駅舎に改築予定で、先行して2024年2月に北口駅前広場が再整備された。今後、南口にも駅前広場を整備し、周辺道路の混雑緩和を目的に、南北でバス路線が分割される予定である。

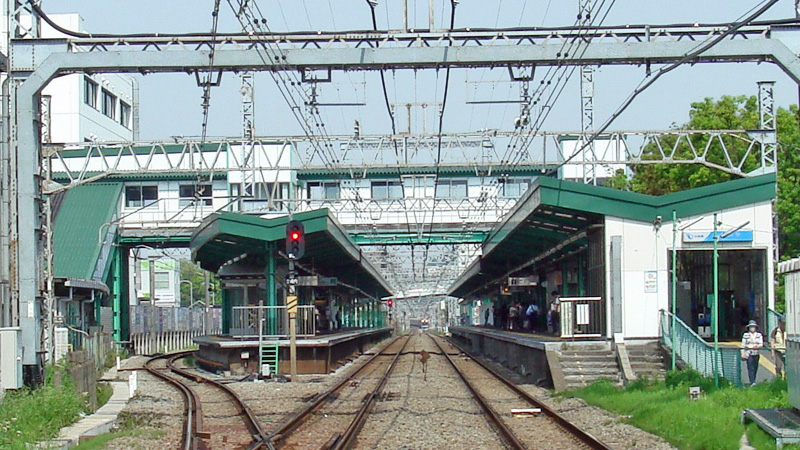
駅構内（右側より1番ホーム、2・3番ホーム）
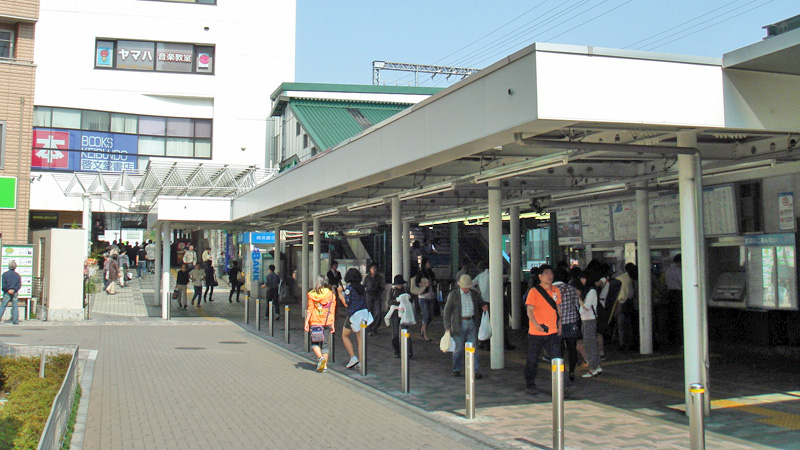
北口改札
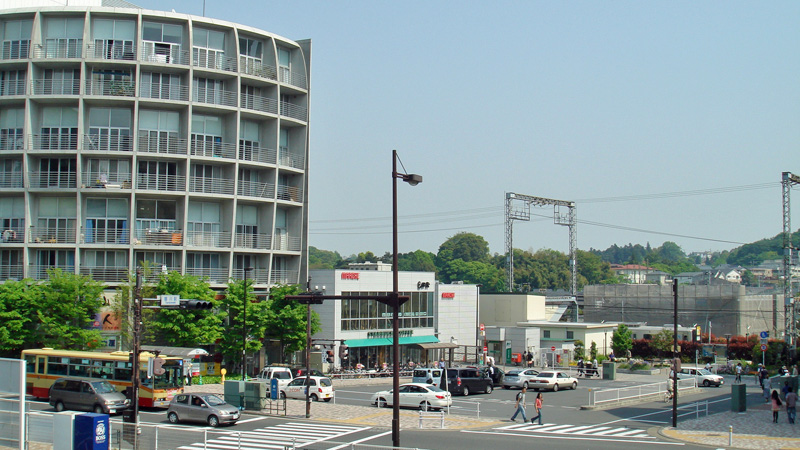
北口 西側ロータリー
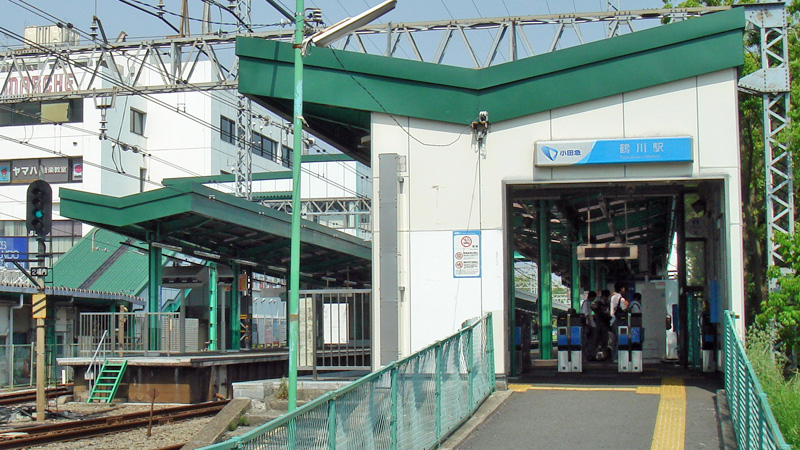
南口改札
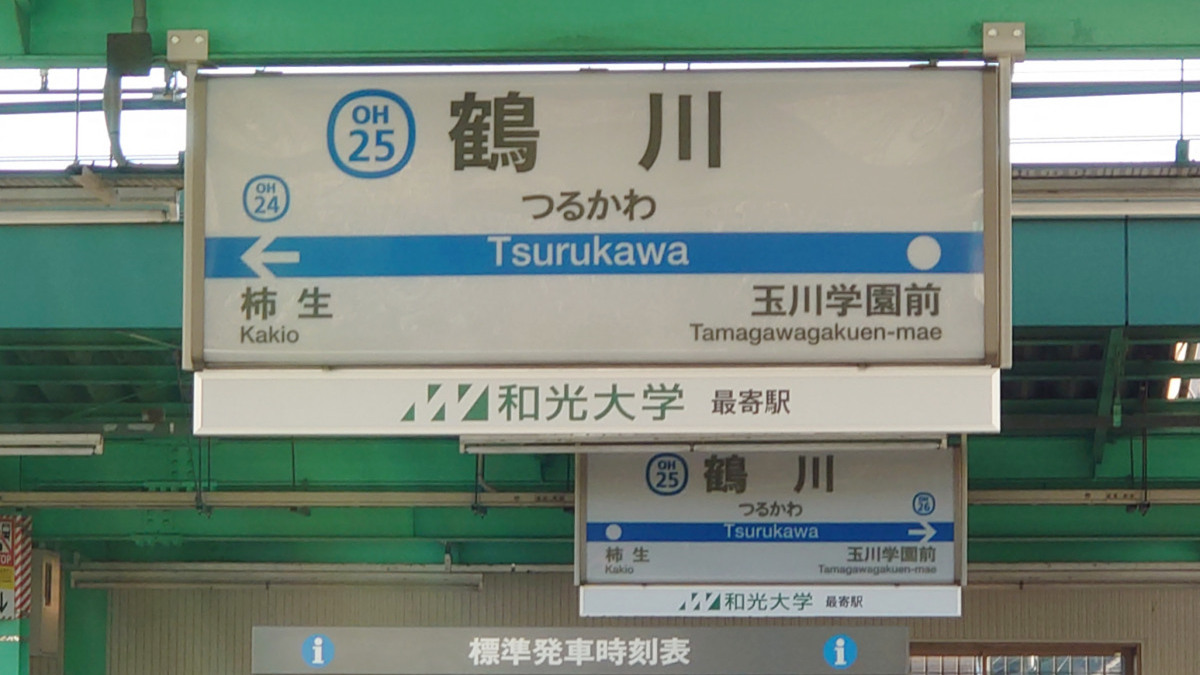
駅名標（副駅名設定後）

### のりば
| ホーム | 路線     | 方向 | 行先                   |
| ------ | -------- | ---- | ---------------------- |
| 1      | 小田原線 | 下り | 小田原・片瀬江ノ島方面 |
| 2・3   | 小田原線 | 上り | 新宿・ 千代田線方面    |

上り線は2番ホームが主本線、3番ホームが待避線である。
2020年2月9日には貸切列車「特急ロマンスカー・ゼルビア号（MSE・4両編成）」が、2023年（令和5年）7月9日には貸切列車「Victory Super Express・FC町田ゼルビア応援“剛”（VSE・10両編成）」が3番ホームより新宿駅までそれぞれ特別運行された。
2012年度（平成24年度）設備投資計画において行先案内表示器新設が盛り込まれた。

## 利用状況
2024年度（令和6年度）の1日平均乗降人員は60,371人であり、小田急線全70駅中16位。
小田急の急行通過駅としては最も乗降人員が多い。
近年の1日平均乗降・乗車人員の推移は以下の通り。
| 年度               | 1日平均 乗降人員 | 1日平均 乗車人員 | 出典     |
| ------------------ | ---------------- | ---------------- | -------- |
| 1978年（昭和53年） |                  | 22,039           | [ * 1 ]  |
| 1979年（昭和54年） |                  | 22,484           | [ * 2 ]  |
| 1980年（昭和55年） |                  | 22,934           | [ * 3 ]  |
| 1981年（昭和56年） |                  | 23,364           | [ * 4 ]  |
| 1982年（昭和57年） |                  | 23,426           | [ * 5 ]  |
| 1983年（昭和58年） |                  | 23,929           | [ * 6 ]  |
| 1984年（昭和59年） |                  | 24,189           | [ * 7 ]  |
| 1985年（昭和60年） |                  | 24,786           | [ * 8 ]  |
| 1986年（昭和61年） |                  | 25,882           | [ * 9 ]  |
| 1987年（昭和62年） |                  | 26,877           | [ * 10 ] |
| 1988年（昭和63年） |                  | 28,142           | [ * 11 ] |
| 1989年（平成元年） |                  | 28,589           | [ * 12 ] |
| 1990年（平成02年） |                  | 29,482           | [ * 13 ] |
| 1991年（平成03年） |                  | 29,986           | [ * 14 ] |
| 1992年（平成04年） |                  | 30,586           | [ * 15 ] |
| 1993年（平成05年） |                  | 31,071           | [ * 16 ] |
| 1994年（平成06年） |                  | 31,266           | [ * 17 ] |
| 1995年（平成07年） |                  | 31,126           | [ * 18 ] |
| 1996年（平成08年） |                  | 31,167           | [ * 19 ] |
| 1997年（平成09年） |                  | 30,723           | [ * 20 ] |
| 1998年（平成10年） |                  | 30,956           | [ * 21 ] |
| 1999年（平成11年） |                  | 30,798           | [ * 22 ] |
| 2000年（平成12年） |                  | 30,789           | [ * 23 ] |
| 2001年（平成13年） |                  | 31,060           | [ * 24 ] |
| 2002年（平成14年） | 62,162           | 31,444           | [ * 25 ] |
| 2003年（平成15年） | 63,734           | 32,230           | [ * 26 ] |
| 2004年（平成16年） | 64,881           | 32,885           | [ * 27 ] |
| 2005年（平成17年） | 66,647           | 33,729           | [ * 28 ] |
| 2006年（平成18年） | 68,786           | 34,822           | [ * 29 ] |
| 2007年（平成19年） | 71,034           | 35,896           | [ * 30 ] |
| 2008年（平成20年） | 69,095           | 34,849           | [ * 31 ] |
| 2009年（平成21年） | 68,707           | 34,614           | [ * 32 ] |
| 2010年（平成22年） | 68,188           | 34,288           | [ * 33 ] |
| 2011年（平成23年） | 67,208           | 33,786           | [ * 34 ] |
| 2012年（平成24年） | 68,185           | 34,274           | [ * 35 ] |
| 2013年（平成25年） | 69,511           | 34,951           | [ * 36 ] |
| 2014年（平成26年） | 68,358           | 34,279           | [ * 37 ] |
| 2015年（平成27年） | 69,261           | 34,710           | [ * 38 ] |
| 2016年（平成28年） | 69,224           | 34,668           | [ * 39 ] |
| 2017年（平成29年） | 69,141           | 34,622           | [ * 40 ] |
| 2018年（平成30年） | 69,239           | 34,677           | [ * 41 ] |
| 2019年（令和元年） | 68,992           | 34,522           | [ * 42 ] |
| 2020年（令和02年） | 46,377           | 23,241           | [ * 43 ] |
| 2021年（令和03年） | 51,717           |                  |          |
| 2022年（令和04年） | 57,563           |                  |          |
| 2023年（令和05年） | 59,849           |                  |          |
| 2024年（令和06年） | 60,371           |                  |          |

## 駅周辺
駅は能ヶ谷一丁目にあり、町名としての鶴川一 - 六丁目（鶴川団地含む）は駅北西側1 - 3kmにある。
駅北側には鶴川街道（東京都道・神奈川県道3号世田谷町田線）があり、交通量が多く幹線道路が交わる交差点が近いため、慢性的な渋滞が発生している。土地区画整理事業の施工と共に狭かった幅員が改良されており、2001年（平成13年）9月には駅北口付近の道路が、拡幅した新道路へ付替えられた。
北口東側にはバス・タクシーロータリー、小田急マルシェなどがある。北口西側には一般車送迎ロータリーがあり、小田急マルシェ2 - 3の他、多数の商業ビルやマンション等が建築されている。
駅南側は多くが開発途上である。鶴見川が流れ、その対岸は川崎市麻生区の飛地にあたる岡上の町域である。土地利用は、主に住宅が中心。

### 駅周辺の主な施設
- 和光大学（学校法人和光学園）
- 国士舘大学 町田キャンパス
- フェリシアこども短期大学
- フェリシア高等学校
- 和光中学校・高等学校
- 和光鶴川小学校
- 和光大学ポプリホール鶴川
  - 町田市役所鶴川駅前連絡所
  - 町田市立鶴川駅前図書館
- 川崎市立岡上小学校
- 川崎市麻生市民館 岡上分館
- 川崎市岡上こども文化センター
- 町田市鶴川市民センター
- 町田市立高齢者福祉センター ふれあいいちょう館
- 町田市立鶴川第二小学校
- 町田市立大蔵小学校
- 町田市立鶴川第三小学校
- 町田市立鶴川第二中学校
- 町田消防署 鶴川出張所
- 鶴川郵便局
- TBS緑山スタジオ（横浜市青葉区緑山）
- 小田急マルシェ 鶴川1[注釈 2]
- 小田急マルシェ 鶴川2[注釈 3]
- 小田急マルシェ 鶴川3[注釈 4]
- 町田警察署 鶴川駅前交番
- Odakyu OX 鶴川店
- 生鮮＆業務スーパー 鶴川店
- きらぼし銀行 鶴川支店・新百合ケ丘支店
- 芝信用金庫鶴川出張所
- マルエツ 鶴川店・ノジマ NEW鶴川店
- 鶴川香山園
- こどもの国（横浜市青葉区奈良町）
- 武相荘：白洲次郎・正子夫妻の旧宅。
- 町田GIONスタジアム（町田市立陸上競技場）：野津田公園内。FC町田ゼルビアのホームスタジアム。

## バス路線
路線バスは、神奈川中央交通（町田営業所・多摩営業所）と小田急バス（新百合ヶ丘営業所）により運行されている。
1 - 5番のりばと降車場は北口東側、6番と西口降車場は北口西側にある。2024年（令和6年）2月17日より北口東側に新たな交通広場が整備され、仮使用を開始した。
| 乗場 | 系統      | 主要経由地       | 行先                                | 運行事業者      |
| ---- | --------- | ---------------- | ----------------------------------- | --------------- |
| 1番  | 町50 町54 | 金井・藤の台団地 | 町田バスセンター （町50は買物バス） | ■神奈中         |
| 1番  | 鶴57      | 榛名坂ヒルズ     | やくし台センター                    | ■神奈中         |
| 2番  | 鶴21      |                  | 若葉台駅                            | ■神奈中         |
| 2番  | 鶴23      | 下大蔵           | 和光学園 （平日1本のみ）            | ■神奈中         |
| 2番  | 鶴23      | 急行             | 和光学園 （平日のみ）               | ■神奈中         |
| 2番  | 鶴25      |                  | 平和台循環                          | ■神奈中         |
| 2番  | 鶴10      |                  | 千都の杜中央循環                    | ■神奈中 ■小田急 |
| 3番  | 鶴13      | 鶴川六丁目       | 鶴川団地                            | ■神奈中 ■小田急 |
| 3番  | 鶴11      | センター前       | 鶴川団地                            | ■神奈中 ■小田急 |
| 3番  | 町50      | センター前       | 鶴川団地 （買物バス）               | ■神奈中         |
| 3番  | 鶴12      | センター前       | 鶴川団地循環 （土休日1本のみ）      | ■小田急         |
| 4番  | 鶴06      | こどもの国       | 三菱ケミカル前 （平日1本のみ）      | ■小田急         |
| 4番  | 鶴07      | こどもの国       | 奈良北団地                          | ■小田急         |
| 4番  | 鶴09      | ことり橋         | 奈良北団地                          | ■小田急         |
| 4番  | 直行      |                  | 野津田公園 （試合開催時のみ）       | ■神奈中         |
| 5番  | 鶴01      |                  | フェリシアこども短期大学            | ■神奈中         |
| 5番  | 鶴08      |                  | 鶴川緑山住宅循環                    | ■神奈中 ■小田急 |
| 5番  | 鶴26      |                  | 真光寺公園                          | ■神奈中 ■小田急 |
| 6番  | 鶴37      | 川島入口         | 淵野辺駅北口 （平日1本のみ）        | ■神奈中         |
| 6番  | 鶴33      | 川島入口         | 野津田車庫                          | ■神奈中         |
| 6番  | 鶴66      | 山王ガーデン     | 野津田車庫                          | ■神奈中         |
| 6番  | 町53      | 本町田           | 町田駅                              | ■神奈中         |
| 6番  | 町36      | 五反田・図師     | 町田バスセンター                    | ■神奈中         |
| 6番  | 鶴32      | 小野路           | 南野二丁目 （夜間1本のみ）          | ■神奈中         |
| 6番  | 鶴32      | 小野路           | 多摩センター駅                      | ■神奈中         |
| 6番  | 多04      | 豊ヶ丘四丁目     | 多摩センター駅                      | ■神奈中         |
| 6番  | 鶴31      |                  | 永山駅 （夜間1本のみ）              | ■神奈中         |
| 6番  | 桜24      | 永山駅           | 聖蹟桜ヶ丘駅                        | ■神奈中         |

西口降車場
- 途中停留所（鶴川駅西口）扱い

1・6番のりば系統・鶴21系統・町田バスセンター発町50系統

## 隣の駅
小田急電鉄
 小田原線

■快速急行・■急行
通過
□通勤準急・■準急・■各駅停車（通勤準急は平日朝上りのみ、準急は平日夜間下りのみ）
柿生駅 (OH 24) - 鶴川駅 (OH 25) - 玉川学園前駅 (OH 26)